# Owe Lingvall
Owe Lingvall, född 4 mars 1969, är en svensk musikvideoregissör och ingår i produktions teamet Dreamday Media som främst producerar musikvideor och dokumentärfilmer med inriktning på musik. Då han ofta arbetar med rockartister har många av hans videor ett mörkt tema. Han spelar även trummor i power metal-bandet Nocturnal Rites.

## Filmografi

### Musikvideor med Village Road Film
- 2007: Carnal Forge - "Burning Eden"
- 2008: Nordman - "I lågornas sken"
- 2008: Ari Koivunen - "Give Me a Reason"
- 2008: Sturm und Drang - "Break Away"
- 2008: Tracedown - "Without Walls"
- 2008: Von Hertzen Brothers - "Freedom Fighter"
- 2008: Mariko - "Time Has Come"
- 2009: Iconcrash - "Strange, Strange Dark Star"
- 2009: Wolf - "Voodoo"
- 2009: The Rasmus - "Justify"
- 2009: Nordman - "Om Gud var jag"
- 2010: Kamelot & Björn Strid - "The Great Pandemonium"
- 2010: The Rasmus & Anette Olzon - "October & April"
- 2011: Lauri - "Heavy"
- 2012: Meshuggah - "Break Those Bones Whose Sinews Gave It Motion"

### Musikvideor med Dreamday Media
- 2011: Lauri - "In the City"
- 2011: Iconcrash - "Stockholm"
- 2011: Grendel - "Apocalyptic Rain"
- 2011: Pandora & Stacy Singer - "Why-Magistral" (med Peter Hultman)
- 2011: Kamelot - "Necropolis" (med Peter Hultman)